# Metaborborus schumanni
Metaborborus schumanni är en tvåvingeart som först beskrevs av Papp 1980.  Metaborborus schumanni ingår i släktet Metaborborus och familjen hoppflugor. Inga underarter finns listade i Catalogue of Life.